# Gioacchino di Giovanni
Gioacchino di Giovanni, detto Gigantibus o de Gigante (Rothenburg ob der Tauber, XV secolo – XV secolo), è stato un miniatore tedesco.

## Biografia
Gli storici dell'arte per un lungo periodo hanno confuso Gioacchino con suo figlio Giovanni, anche lui miniatore, e con Giovanni Tudischino, faticando ad attribuire a questi tre artisti le loro giuste opere.
Gioacchino nacque in Germania, ma lavorò prevalentemente in Italia, a Roma, a Siena ed a Napoli nella seconda metà del Quattrocento.
Il suo primo lavoro nella città capitolina fu la decorazione, realizzata tra il 1448 ed il 1453, del Liber de contemplatione, scritto dal vescovo Domenico Dominici, a cui seguì la decorazione del testo Vat. lat. 2096, che contiene l'Estetica di Aristotele.
Nel 1456 Gioacchino lavorò al manoscritto Vat. lat. 4123, De potestate papae di Domenico Dominici e al Vat. lat. 4215, Postilla super Biblia di Nicolas de Lyre.

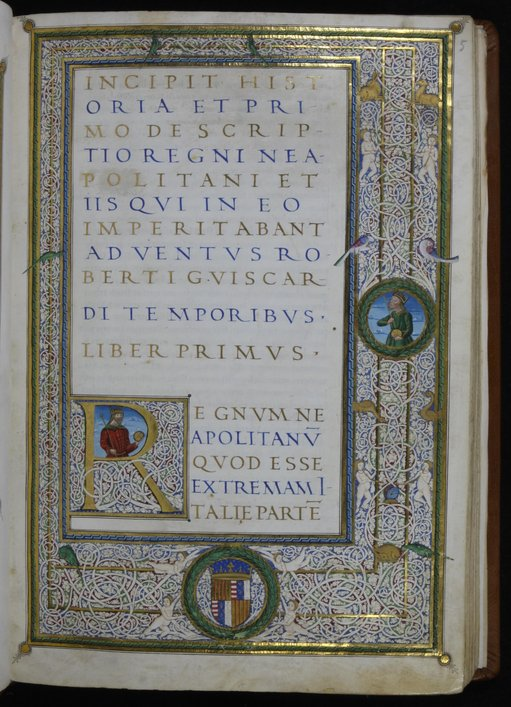
Scudo reale di Napoli, miniatura in medaglione di alloro: re con scettro e globo

Nel biennio 1465-1466 Gioacchino si trasferì a Siena per occuparsi dei libri del duomo.
Nel 1467 Gioacchino rientrò a Roma dove risiedette fino al 1470, realizzando complessivamente una quarantina di decorazioni ai manoscritti.
Nel 1471 abbandonò Roma per recarsi a Napoli, dove lavorò fino al 1481.
Tra i suoi committenti presso la corte aragonese vi fu Alfonso I di Aragona, come indicarono le attribuzioni di decorazioni e miniature elencate nel Libro d'Ore conservato nella Biblioteca Nazionale di Napoli.
Successivamente realizzò il Giovanni Scoto esposto al British Museum e il Commento a Platone del cardinal Bessarione, ora alla Biblioteca Nazionale di Parigi. Questo risultò il suo lavoro più significativo, e si caratterizzò per la lettera iniziale a "bianchi girari" inserita in un contesto di animali e putti.
I documenti storici ci informano che Gioacchino, lavorando per conto di Ferdinando d'Aragona, percepì dieci ducati e quaranta grani mensili, in un periodo che va dal 1471 al 1481.
Dal 1482 al 1485 si hanno notizie certe di un suo ritorno a Roma, dove ebbe come committenti Sisto IV e Innocenzo VIII.
Il suo stile si caratterizzò per una versatile e multiforme fusione di gusti rinascimentali e di rigidità tipicamente francesi, definita da finezze nella scelta dei colori e da decorazioni di motivi vegetali svolgentisi in forma di voluta.